# Кинофантастика 1990-х годов
1990-е годы были важным десятилетием в истории кинофантастики.

## Неоготика
В 1990-х оформилось и обрело силу совершенно новое направление в фантастическом кинематографе, которое начали называть «неоготикой» («новой готикой»). Фильмы этого направления обычно использовали мотивы и антураж классической готики, однако изощрённое мастерство операторов и художников создавало на экране совершенно новое эстетическое пространство, которое невозможно соотнести с прежними готическими фильмами, тяготевшими к изобразительному аскетизму и нуару. В неоготику влились витиеватость фэнтезийных иллюстраций Фразетты и Уилэна, изобразительный фотогламур, художественные находки авторов паропанка и возможности современных технологий создания спецэффектов.
- «Дракула» (Dracula, 1992)
- «Интервью с вампиром» (Interview with the Vampire: The Vampire Chronicles, 1994)
- «Франкенштейн» (Frankenstein, 1994)
- «Сонная лощина» (Sleepy Hollow, 1999)
- «Видок» (Vidocq, 2001)
- «Ван Хельсинг» (Van Helsing, 2004)

Неоготика, взаимодействуя с усиливающимися традициями экранизаций комиксов, вскоре породила ещё одно направление, для которого характерные для готики мотивы сочетаются с современным (в основном) антуражем. Взаимодействие этих эстетик впервые эффективно продемонстрировало «Интервью с вампиром», а наиболее яркими примерами такого кино являются фильмы «Блэйд» (Blade, 1998) и «Другой мир» (Underworld, 2003).

## «Виртуальность»
По мере того, как возникший в 1980-х годах киберпанк закреплялся и становился общепризнанным направлением в литературной фантастике и массовой культуре вообще, интерес к его образному ряду стал проявлять и кинематограф. Первым среди крупнобюджетных фильмов, сознательно сделанных в рамках этого направления, стал фильм Роберта Лонго «Джонни-мнемоник» (Johnny Mnemonic, 1995), поставленный по мотивам одноимённого рассказа классика киберпанка Уильяма Гибсона. Из-за целого ряда компромиссных и половинчатых решений, продиктованных коммерческим характером проекта, фильм, в отличие от оригинального рассказа, получился недостаточно радикальным и был раскритикован поклонниками киберпанка и весьма сдержанно воспринят массовым зрителем. Тем не менее, сейчас этот фильм признаётся существенной вехой в жанровом кинематографе, а его влияние на последующие более успешные проекты заметно хотя бы в том, что исполнивший в нём главную роль Киану Ривз был впоследствии приглашён на роль Нео в кинотрилогии «Матрица».
- «Трон» (Tron, 1982)
- «Газонокосильщик» (The Lawnmower Man, 1992)
- «Нирвана» (Nirvana, 1997)
- «Матрица» (The Matrix, 1999)
- «Тринадцатый этаж» (The Thirteenth Floor, 1999)

## Развитие классических сюжетов
- «Франкенштейн освобождённый» (Frankenstein Unbound, 1990)
- «Волк» (Wolf, 1994)
- «Побег из Лос-Анджелеса» (Escape from L.A., 1996)

## Фантастический «мейнстрим»
- «Тёмный город» (Dark City, 1998)
- «Вспомнить всё» (Total Recall, 1990)
- «Привидение» (Ghost, 1990)
- «Терминатор 2: Судный день» (Terminator 2: Judgement Day, 1991)
- «Универсальный солдат» (Universal Soldier, 1992)
- «Парк Юрского периода» (Jurassic Park, 1993)
- «Звёздные врата» (Stargate, 1994)
- «Странные дни» (Strange Days, 1995)
- «Крикуны» (Screamers, 1995)
- «День независимости» (Independence Day, 1996)
- «Контакт» (Contact, 1997)
- «Горизонт событий» (Event Horizon, 1997)
- «Пятый элемент» (The Fifth Element, 1997)
- «Гаттака» (Gattaca, 1997)
- «Звёздный десант» (Starship Troopers, 1997)
- «Люди в чёрном» (Men in Black, 1997)
- «Чужой 4: Воскрешение» (Alien: Resurrection, 1997)
- «Армагеддон» (Armageddon, 1998)
- «В поисках Галактики» (Galaxy Quest, 1999)
- «Джуманджи» (Jumanji, 1995)
- «Универсальный солдат 2: Возвращение» (Universal Soldier: The Return, 1999)

## Экранизации комиксов
- «Бэтмен» (Batman, 1989)
  - «Бэтмен возвращается» (Batman Returns, 1992)
  - «Бэтмен навсегда» (Batman Forever, 1995)
  - «Бэтмен и Робин» (Batman & Robin, 1997)
- «Ракетчик» (The Rocketeer, 1991)
- «Маска» (The Mask, 1994)
- «Ворон» (The Crow, 1994)
- «Спаун» (Spawn, 1997)
- «Люди в чёрном» (Men in Black, 1997)
- «Блэйд» (Blade, 1998)

## Фильмы о скрытноминопланетном вторжении
- «Кукловоды» (The Puppet Masters, 1994)
- «Факультет» (The Faculty, 1998)
- «Особь» (Species, 1995)
- «Прибытие» (The Arrival, 1996)
- «Секретные материалы» (The X-Files, 1993—2002, 2008)
- «Жена астронавта» (The Astronaut’s Wife, 1999)
- «Розвелл» (Roswell, 1999—2002)

## Философские притчи
- «Господин Судьба» (Mr. Destiny, 1990)
- «День сурка» (Groundhog Day, 1993)
- «Шоу Трумана» (The Truman Show, 1998)
- «Плезантвиль» (Pleasantville, 1998)
- «Быть Джоном Малковичем» (Being John Malkovich, 1999)

## Фильмы ужасов
- «Страшилы» (The Frighteners, 1995)
- «Шестое чувство» (The Sixth Sense, 1999)

## Артхаус
- «Эдвард Руки-ножницы» (Edward Scissorhands, 1990)
- «Семейка Аддамс» (The Addams Family, 1991)
- «Сокровища семейства Аддамс» (Addams Family Values, 1993)
- «Деликатесы» (Delicatessen, 1991)
- «12 обезьян» (12 Monkeys, 1995)
- «Город потерянных детей» (La cité des enfants perdus, 1995)
- «Марс атакует» (Mars Attacks!, 1996)
- «эКзистенциЯ» (eXistenZ, 1997)
- «Куб» (Cube, 1997)